# Ikosensaari (ö i Kajanaland, Kehys-Kainuu, lat 64,14, long 30,43)
Ikosensaari är en ö i Finland. Den ligger i sjön Kivi-Kiekki och i kommunen Kuhmo i den ekonomiska regionen  Kehys-Kainuu  och landskapet Kajanaland, i den östra delen av landet, 500 km nordost om huvudstaden Helsingfors. Öns area är 2,2 hektar och dess största längd är 300 meter i öst-västlig riktning.